# Looptroop Rockers
LoopTroop Rockers es un grupo sueco de rap originario de Västerås. Está formado por Promoe (Mårten Edh, Mc), Supreme (Mattias Lundh-Isen, Mc) y Embee (Magnus Bergkvist, DJ y productor). Hasta el año 2007 también formaba parte del grupo el Mc Cos.M.I.C (Tommy Isacsson), el cual vuelve en 2010 tras un comunicado y un show en Helsinki.

## Biografía
El grupo fue creado por Promoe y Embee en 1991. En 1993 se une Cos.M.I.C. y sacan su primera maqueta, Superstars. Le seguirían Threesicksteez en 1995 y From The Wax Cabinet en 1996. Este año se une al grupo Supreme. En 1998 sacaron su última maqueta, llamada Punx Not Dead.
Fue en 2000 cuando sacaron su primer disco, Modern Day City Symphony. Al año siguiente Promoe saca su primer disco en solitario Government Music. 
En 2002 volvieron a sacar disco, The Struggle Continues. Su siguiente disco (Fort Europa) tardaría tres años en salir, ya que Promoe y Embee sacaron sus respectivos discos por separado.
En febrero de 2007 Cos.M.I.C. deja el grupo, que al año siguiente saca su cuarto disco, Good Things. En este disco cambian el nombre al LoopTroop Rockers.
El 21 de mayo de 2010 se da a conocer la vuelta de Cos. M.I.C. al grupo.
En marzo de 2011, la agrupación se presenta en La Habana, Cuba en el festival sueco "Peace and love", en su primera edición para el país caribeño, efectuado en los Jardines de la Tropical.
En ese mismo mes el grupo lanzó su quinto y último álbum hasta el momento, Professional Dreamers.

## Discografía

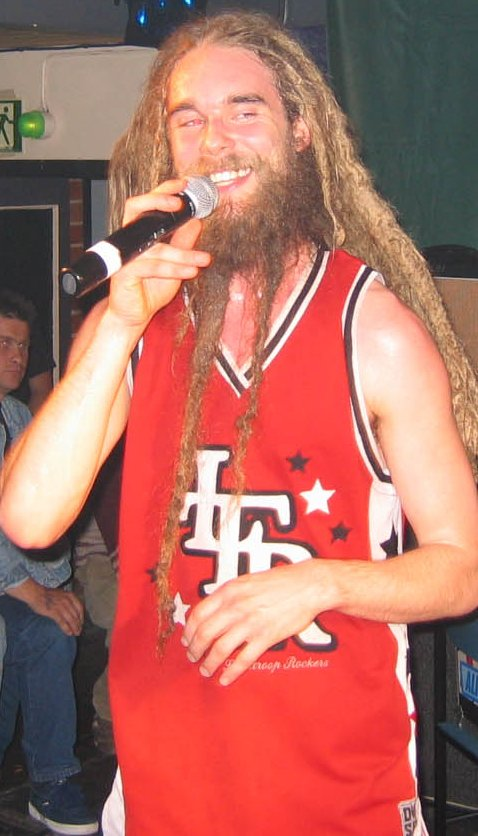
Promoe en un concierto.

### Álbumes
- Modern Day City Symphony (2000)
- The Struggle Continues (2002)
- Fort Europa (2005)
- Signs Of The Times (2005)
- Good Things (2008)
- The Rarities (2008)
- Professional Dreamers (2011)

### Singles
- Ambush in the Night b/w Heed This Warning (f/ Freestyle of the Arsonists) (1999)
- Looptroopland b/w Heads Day Off (2001)

### Maquetas
- Superstars (1993)
- Threesicksteez (1995)
- From the Waxcabinet (1996)
- Punx Not Dead (1998)

### 12" vinyl
- Don't Hate The Player
- Fly Away
- Looptroopland (2002)
- Ambush in the night
- Fort Europa

### EP
- From the Wax Cabinet
- Fuck A Record Deal
- Heads or Tails
- Shlook From Birth
- Unsigned Hype

- Datos: Q1652203
- Multimedia: Looptroop Rockers / Q1652203